# 이유진 (1977년)
이유진(1977년 1월 8일 ~ )은 대한민국의 배우이다.

## 학력
- 송곡여자고등학교 (졸업)
- 서울여자대학교 자연과학대학 생물학과 (졸업)
- 서울여자대학교 대학원 생물학과 이학 (졸업)

## 연기 활동

### 영화
- 2004년 《돈 텔 파파》 ... 예비 결혼 커플녀 역
- 2004년 《내 남자의 로맨스》 ... 최진실 역
- 2007년 《마파도 2》 ... 작은 회장 역
- 2014년 《욕망의 독: 중독》 ... 환자 2 역
- 2015년 《은밀한 방문자》 ... 희수 역
- 2017년 《덫》 ... 아연 역

### 텔레비전 드라마
- 2001년 SBS 《아름다운 날들》 ... 강나래 역
- 2001년~2002년 SBS 《여고시절》
- 2003년 SBS 《태양속으로》 ... 유보나 역
- 2004년 MBC 《불새》 ... 남복자 역
- 2004년 SBS 《선택》 ... 이도희 역
- 2009년 SBS 《두 아내》 ... 조미미 역
- 2018년 SBS 《강남 스캔들》 ... 최서형 역

## 연기 외 활동

### 텔레비전 프로그램
- KBS2 《미녀들의 수다》
- KBS2 《스펀지 2.0》
- KBS1 《기업 열전 K1》
- SBS 《강심장》
- YTN 사이언스 《노벨원정대》
- SBS 《도전 1000곡》
- SBS 《백만불 미스터리》
- KBS2 《세대공감 토요일》
- EBS 《컴퓨터는 내 친구》

### 라디오 프로그램
- MBC 표준FM 《윤정수, 이유진의 좋은 주말》
- MBC 표준FM 《윤정수, 이유진의 2시만세》

### CF
- 좋은사람들 보디가드 (오지호와 함께 출연)
- KFC
- 던킨도너츠
- 빙그레 메타콘
- 스카이
- LG생활건강 클링스
- 오리온 케익 오뜨 (이현우와 함께 출연)
- 롯데푸드 키스틱
- 현대약품 시노카

## 수상
- 2001년 SBS 연기대상 뉴스타상